# NGC 4703
NGC 4703 (również PGC 43342) – galaktyka spiralna (Sb), znajdująca się w gwiazdozbiorze Panny. Odkrył ją William Herschel 3 marca 1786 roku.